# Chillicothe (Texas)
Chillicothe é uma cidade localizada no estado norte-americano do Texas, no Condado de Hardeman.

## Demografia
Segundo o censo norte-americano de 2000, a sua população era de 798 habitantes.
Em 2006, foi estimada uma população de 730, um decréscimo de 68 (-8.5%).

## Geografia
De acordo com o United States Census Bureau tem uma área de
2,6 km², dos quais 2,6 km² cobertos por terra e 0,0 km² cobertos por água. Chillicothe localiza-se a aproximadamente 427 m acima do nível do mar.

## Localidades na vizinhança
O diagrama seguinte representa as localidades num raio de 36 km ao redor de Chillicothe.